# Alice Aycock

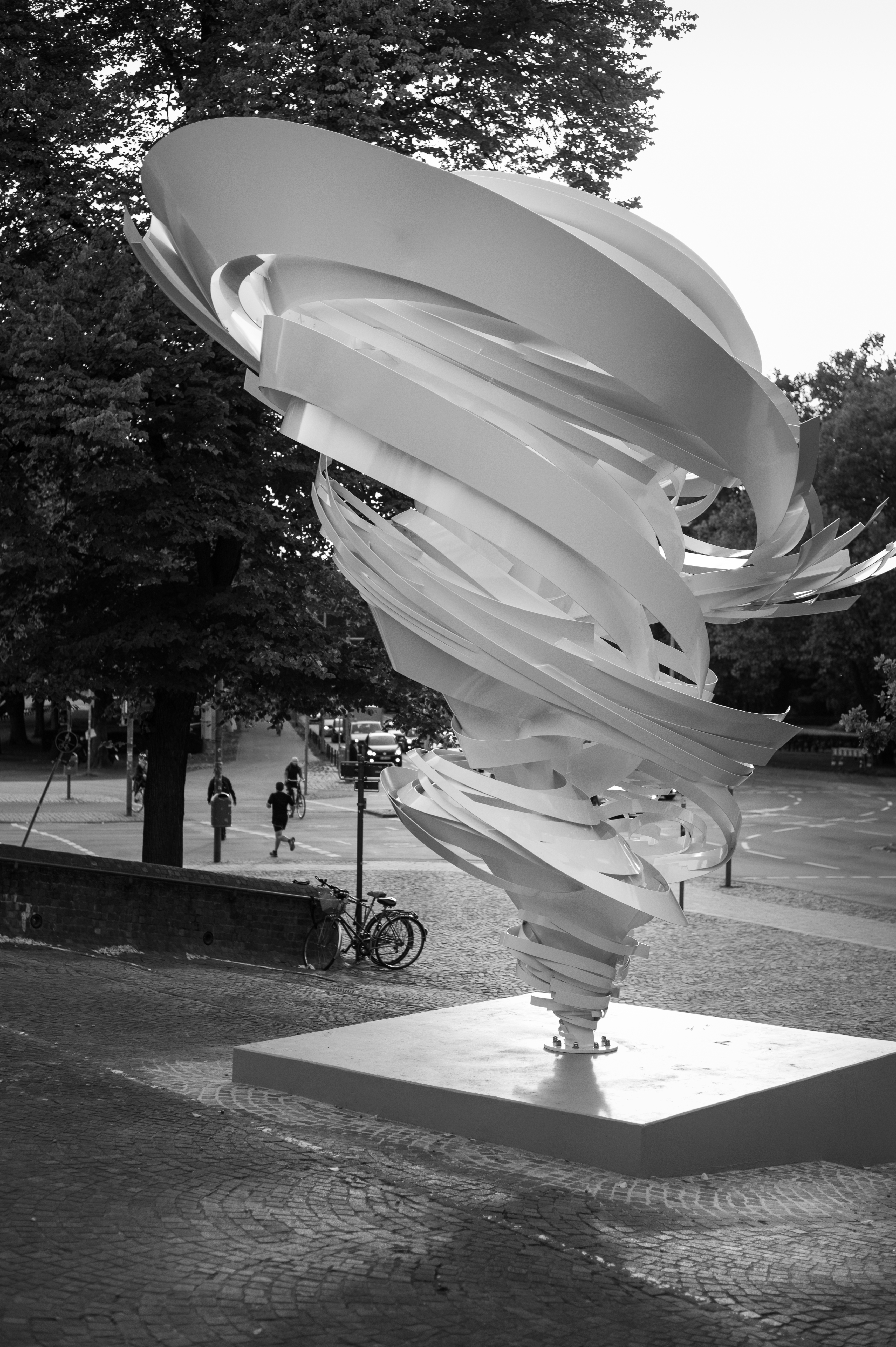
Another Twister (João), utanför Sprengel Museum i Hannover i Tyskland

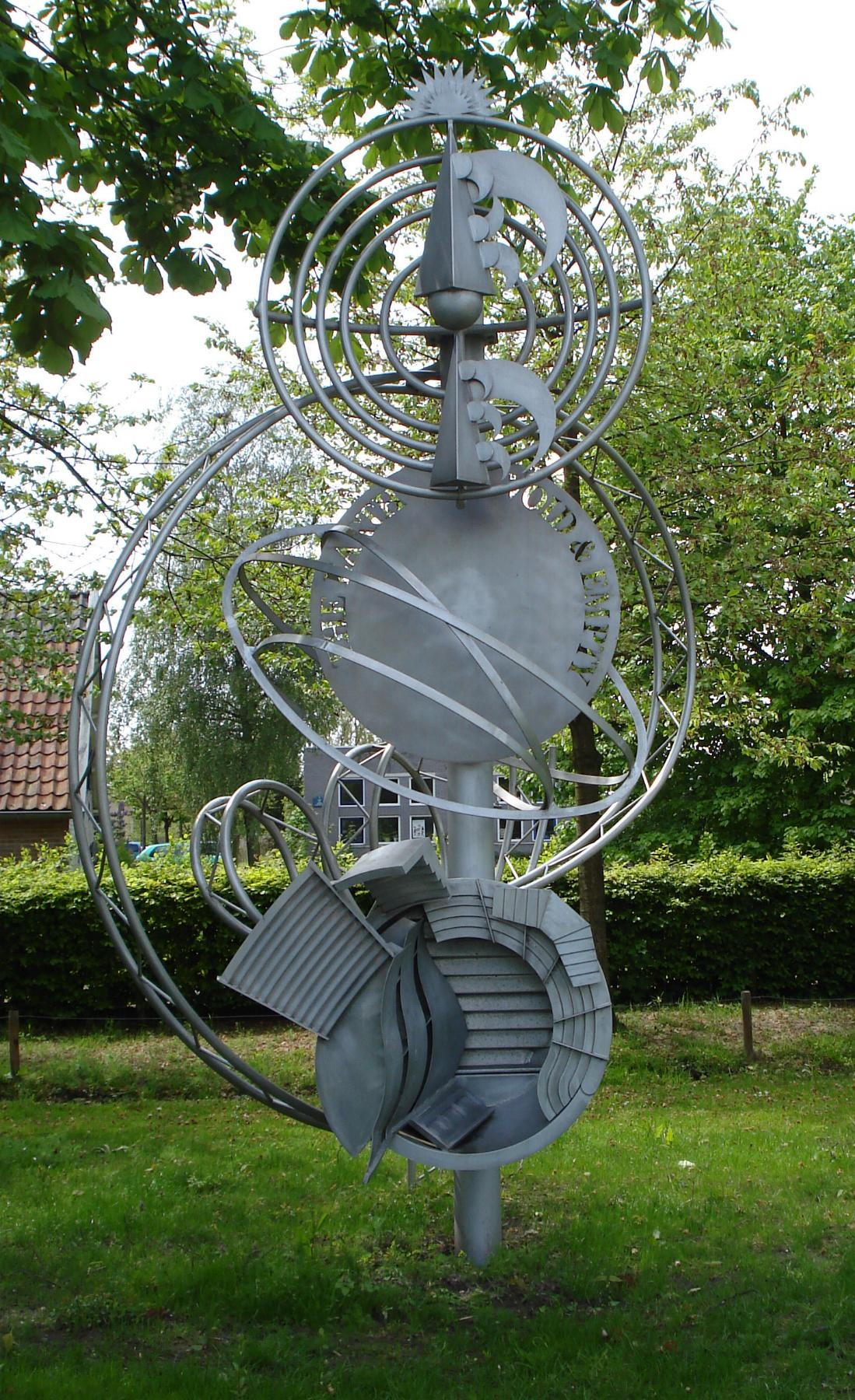
Fantasy Sculpture II i Laan der Hven i Amersfoort i Nederländerna.

Alice Aycock, född 20 november 1946 i Harrisburg i Pennsylvania i USA, är en amerikansk skulptör och installationskonstnär. 

## Biografi
Alice Aycock utbildade sig till skulptör på Douglass College på Rutgers University i New Brunswick i New Jersey, med en kandidatexamen 1968, och på Hunter College på City University of New York med en magisterexamen 1971. Hon studerade bland annat för Robert Morris.
Alice Aycock var en av pionjärerna beträffande jordkonst på 1970-talet. Hon gjorde platsspecifika konstverk med av jord, sten och trävirke. Verken associerade bland annat till nordamerikansk indiankultur, äldre civilisationer och grekisk antik kultur. 
Ett av hennes jordartsverk är Maze från 1972 på Gibney Farm nära New Kingston i Pennsylvania.. Det är en labyrint som är knappt tio meter i diameter och byggd av fem 1,8 meter höga koncentriska trärundlar och har tre öppningar, genom vilka åskådaren kan gå in. 
I andra verk som Low Building with Dirt Roof från 1973 och A Simple Network of Underground Wells and Tunnels från 1975 inlemmades strukturer i landskapet. Hon var en av få kvinnliga konstnärer vid denna tid som, vid sidan av jämnåriga som  Robert Smithson, arbetade med jordkonst. 
Från 1977 började Alice Aycock använda sig av metafysiska teman. Skulpturerna kombinerade inslag av vetenskap, teknologi och andlighet.. Hon visade ett verk på Documenta 6 i Kassel 1977.
Efter 1982 ägnade hon sig åt "blade machines", skulpturer som gjordes av metallblad, som roterade med motorkraft.
Hennes verk 2014 Park Avenue Paper Chase 2014 installerades längs Park Avenue i New York till en kostnad på över en miljon US dollar och bestod av sju stora skulpturer, varav några var de största som dittills hade satts upp i denna del av New York. De sju skulpturerna var gjorda i aluminium och glasfiberarmerad plast. De formgavs och tillverkades med CAD/CAM-teknik.
Hennes verk Hoop-La var det första som sattes upp av Prinsessan Estelles kulturstiftelse (PREKS) i Rosendals skulpturpark i Stockholm 2020.  
Alice Aycock har varit lärare på bland andra Hunter College, Yale University, Maryland Institute College of Art (2010-2014) och sedan 1991 på School of Visual Arts.

## Offentliga verk i urval
- Star Sifner på Terminal 1 på John F. Kennedy International Airport[9]
- Strange Attractor på Kansas City International Airport, 2007
- Ghost Ballet for the East Bank Machineworks i Nashville, Tennessee. 2007
- Flytande skulptur i Central Broward Regional Park i Florida, 2008
- Skulptur utomhus i Western Washington Universitys skulpturpark i Bellingham i delstaten Washington, 2010
- Skulptur på Dulles International Airport, 2012
- Installation på taket till East River Park Pavilion, 60th Street, i New York
- Skulptur i San Francisco Public Library

## Bildgalleri

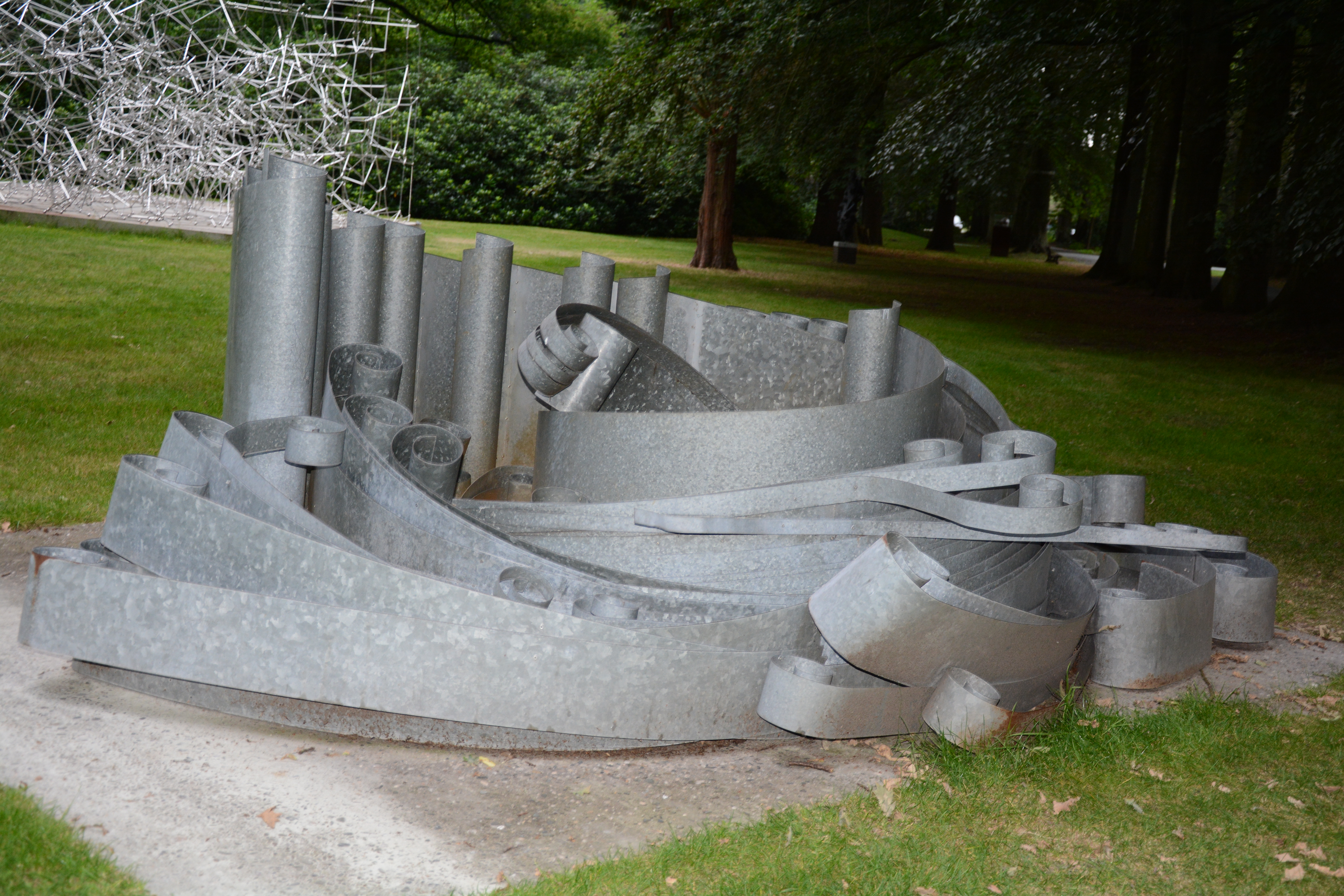
Leonardo Swirl från 1982 i Middelheims skulpturpark i Antwerpen i Belgien
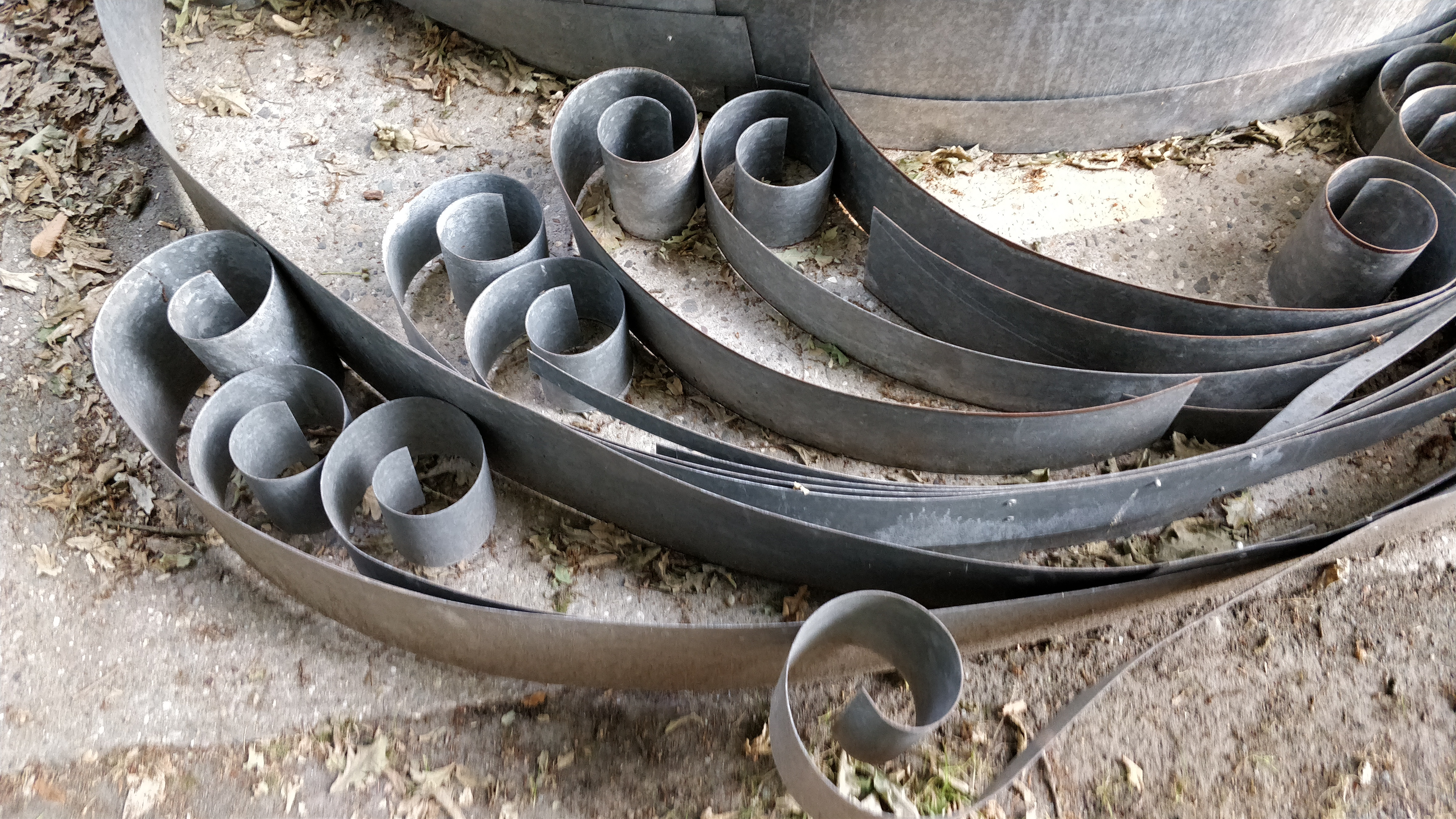
Detalj av Leonardo Swirl